# Relations entre la Géorgie et l'Italie

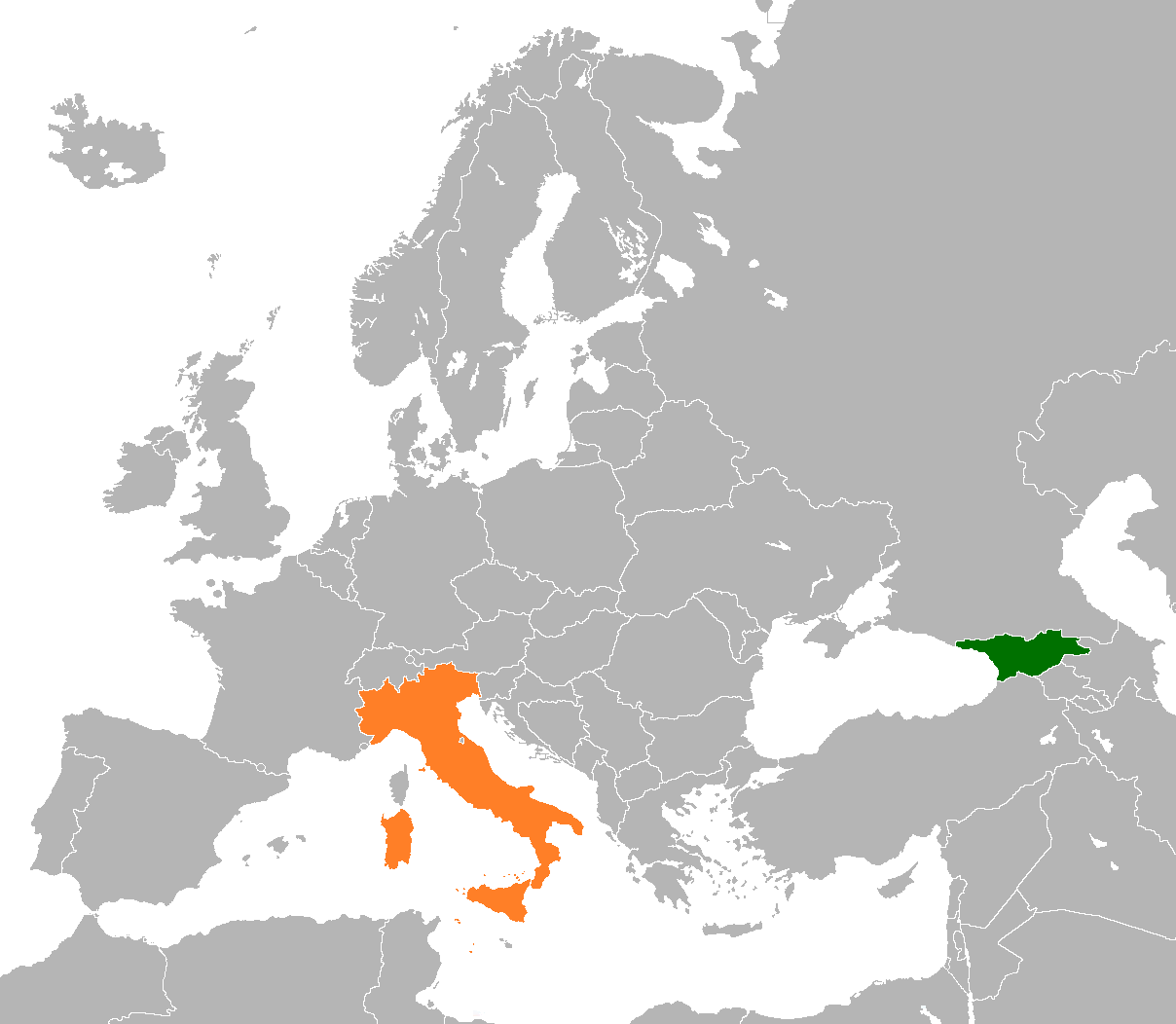
Italie et la Géorgie sur la carte de l'Europe.

Les relations entre la Géorgie et l'Italie sont des relations étrangères entre la Géorgie et l'Italie. Les deux pays ont établi des relations diplomatiques le 11 mai 1992. La Géorgie a une ambassade à Rome. L'Italie dispose d'une ambassade à Tbilissi. Les deux pays sont membres à part entière du Conseil de l'Europe.
Lors de la guerre d'Ossétie du Sud de 2008, le ministre italien des Affaires étrangères Franco Frattini déclare: "Nous ne pouvons pas créer une coalition anti-russe en Europe, et sur ce point nous sommes proches de la position de Poutine", il souligne également que le Premier ministre Silvio Berlusconi est un proche allié du Premier ministre russe Vladimir Poutine. Le 8 août, le gouvernement italien publie une déclaration selon laquelle "En étroite coordination avec ses partenaires de l'Union européenne et de l'Atlantique, le gouvernement italien suit avec une vive inquiétude la situation de crise qui s'est développée en Ossétie du Sud" et que "l'Italie appelle toutes les parties à mettre un terme immédiat à la violence et à parvenir à une cessation durable des hostilités. La pays encourage vivement la reprise des négociations en vue d'une solution politique du problème dans le respect de la souveraineté et de l'intégrité territoriale de la Géorgie". Plus tard, le 10 août, après des contacts avec le secrétaire d'État américain, le ministre français des Affaires étrangères et le ministre finlandais des Affaires étrangères, le ministre italien des Affaires étrangères réitère cette invitation. Dans une interview accordée le 11 août au journal La Stampa, le ministre italien des Affaires étrangères fait état de l'implication directe de Silvio Berlusconi, alors premier ministre italien, et déclare "Sarkozy a téléphoné à Poutine en sa qualité de président actuel de l'Union européenne, et 10 minutes plus tard, il a téléphoné Berlusconi. "Silvio, vous parlez aussi à Vladimir", a-t-il dit, "expliquez que nous ne sommes pas anti-russes et que nous voulons tous que Moscou soit proche de l'UE." Dans sa conversation avec Berlusconi, Poutine a réitéré sa position selon laquelle laa Russie avait parfaitement le droit d'intervenir en Géorgie". Le ministre fait également référence à un éventuel déploiement de troupes italiennes: "Si, après ses réunions à Tbilissi et à Moscou, Kouchner soumet une proposition au Conseil européen des ministres des Affaires étrangères mercredi, et si elle est approuvée , nous en tiendrons compte. Il y a beaucoup de «si», et nous aurions de toute façon besoin de redistribuer nos forces, qui sont limitées, en les redéployant depuis d'autres missions internationales. L'aide humanitaire pour l'Ossétie du Sud, en revanche, est prête dès maintenant".

## Diplomatie
| Géorgie - Rome (Ambassade) | Italie - Tbilissi (Ambassade) |